# Індекс ГРАУ
Індекс ГРАУ (рос. Индекс ГРАУ) — система умовного цифро-літерного позначення зразків озброєння та військової техніки, що присвоюється Головним ракетно-артилерійським управлінням (ГРАУ) Міністерства оборони СРСР і Росії.

## Історія впровадження системи індексації
Індекси ГРАУ були введені Головним Артилерійським Управлінням (ГАУ, сучасне ГРАУ) в 1938 році для позначення виробів артилерійського озброєння в нетаємному листуванні. Була розроблена система індексації зразків озброєння (індексатор).
У 1956 році у зв'язку з тим, що індексатор зразка 1938 року вичерпав свої можливості і не задовольняв вимогам збереження державної таємниці, а також у зв'язку з появою принципово нового виду озброєнь, наприклад ракетної техніки, система зазнала ряд змін.

## Опис системи

### Структура індексів
Існують два основні принципи формування індексів: «старий», такий, що знаходився у використанні з 1930-х до 1950-х років, і «новий», що дієвій в даний час.
Згідно зі «старим» принципом, індекс зразка ОВТ мав такий вигляд: 52-П-365, 53-О-530А.
Перші дві цифри індексу позначають відділ ГАУ, до ведення якого відноситься зразок. Відомі такі відділи:
- 50 — відділ, на обліку якого знаходяться матеріали;
- 51 — … військові прилади;
- 52 — … матеріальна частина артилерії;
- 53 — … постріли унітарного і роздільного заряджання, снаряди, детонатори, міни і мінометні постріли, а також тара для них;
- 54 — … метальні заряди для артилерійських і мінометних пострілів і їх елементи, засоби займання, гільзи і тара для них;
- 55 — … авіаційне бомбове озброєння (незабаром після введення системи індексації авіаційне бомбове озброєння було передане у ведення Управління озброєння ВПС із заміною цифр 55 в індексах на одну цифру 7);
- 56 — … піхотне озброєння;
- 57 — … піхотні боєприпаси.

Буква, або їх комбінація, розташовані після номера відділу, вказують на тип зразка, так, для відділу 52 буквою П позначаються гармати (рос. Пушка), буквою М — міномети; для відділу 53: ОФ — осколочно-фугасні боєприпаси (рос. Осколочно-Фугасный), БР — бронебійно-трасуючі тощо.
Тризначний номер наприкінці індексу вказує на конкретний зразок. При цьому, індекси «старого» мають такі особливості: впорядковування номерів в порядку зростання калібрів, масо-габаритних характеристик і типів зразків (наприклад, у відділі 52 номери 351—363 мають 76-мм гармати, номери 365—372 — 85-мм гармати тощо), відповідність номерів різних відділів (наприклад, 56-а-231 — 7,62-мм самозарядний карабін Симонова (СКС), а 57-Н-231 — нормалізований 7,62-мм набій до нього).
Буква наприкінці індексу позначає модифікацію зразка (наприклад, М — модернізований) або конструктивну особливість (наприклад, для осколкових снарядів і мін (53-О…) буква А позначає матеріал корпусу — сталистий чавун).
У 1960 Головне артилерійське управління було перетворене на Головне ракетно-артилерійське управління (ГРАУ) й ним був введений «новий» принцип індексації. Згодне йому, індекс зразка має такий вигляд:
- 2А42,
- 3ОФ25.

У «нових» індексах дві перші цифри, що позначають відділ ГАУ, замінено на одну, причому відповідність збереглася, тобто:
- 1 — оптичні і радіолокаційні прилади, системи управління;
- 2 — артилерійські системи та міномети;
- 3 — артилерійські боєприпаси;
- 4 — метальні заряди артилерії;
- 6 — піхотне озброєння;
- 7 — піхотні боєприпаси.

У зв'язку з появою нової техніки, перш за все ракетної, система позначень періодично зазнавала зміни. Так, якщо для позначення ранніх зразків ракетної техніки використовувалися індекси існуючих відділів 2, 3, 4, то пізніше для ракет Сухопутних військ був введений відділ 9. Також, для деяких ракет СВ, до передачі їх у ведення РВСП, використовувався відділ 8. Поява нового виду Збройних сил зажадала введення нових систем позначень. При цьому нові Управління, що замовляли, в основному використовували принципи побудови «нової» системи індексації ГРАУ.
Управління Озброєння Військ ППО привласнювало виробам, що відносяться до його ведення, індекси з номером відділу 5, а Управління ракетного озброєння РВСП використовувало для своїх виробів вже існуючий номер відділу 8. Пізніше з управління ракетних військ РВСП виділилося ГУКОС — Головне управління космічних засобів, яке при тому, що надало індексів використовувало номер відділу 11. Надалі, у зв'язку з бурхливим розвитком нової техніки, УВ ППО, УРВ РВСН і ГУКОС ввели нові відділи.
УВ ППО ввело відділ 6, причому структура індексу стала «зворотною», тобто номер відділу ставився наприкінці індексу, а номер зразка — попереду, напр. 48Н6. Слід зазначити, що чіткого розділення на типів виробів за допомогою букв не спостерігається. Це характерно і для відділу 5. УРВ РВСН надає індекси з номером відділу 15, а ГУКОС використовує номери відділів 14 і 17. Існують також індекси з номерами відділів 13 і 16. Такі індекси надаються елементам капітального будівництва, електро- і водопостачання об'єктів РВСП і Космічних Військ.

## Групи індексів«старої»системи

### Відділ 51—оптичніі радіолокаційні прилади
- 51-А… — прилади управління вогнем
- 51-В… — вимірювальний інструмент
- 51-И… — інструмент та прилади
- 51-ИК… — інфрачервоні прилади
- 51-ОМ… — оптичні приціли
- 51-РЛ… — радіолокаційні прилади
- 51-Я… — укупорка (ящики) для приладів

### Відділ 52—артилерійські установкита міномети
- 52-Г… — гаубиці
- 52-ГС… — гаубиці самохідні
- 52-Ж… — посудини та ємності
- 52-З… — зарядні ящики
- 52-И… — інструмент
- 52-ИТ… — інструмент для танкових гармат
- 52-ИЦ… — інструмент для механічних прицілів
- 52-Л… — лафети
- 52-ЛТ… — лафети танкові
- 52-М… — міномети
- 52-П… — гармати
- 52-ПК… — гармати казематні
- 52-ПС… — гармати самохідні
- 52-ПТ… — гармати танкові
- 52-Р… — передки
- 52-У… — установки
- 52-Ф… — транспортувальні пристосування (лижні установки, в'юки)
- 52-Х… — вкладні стволи
- 52-Ц… — приціли механічні
- 52-ЭТ… — приводи танкові
- 52-Я… — укупорка (ящики) для елементів артилерійського озброєння

### Відділ 53—артилерійські боєприпаси
- 53-А… — агітаційні боєприпаси
- 53-Б… — бронебійні боєприпаси
- 53-БЗР… — бронебійно-запалювально-трасуючі боєприпаси
- 53-БК… — бронебійні кумулятивні оперені боєприпаси
- 53-БП… — бронепропалювальні (кумулятивні, що обертаються) боєприпаси
- 53-БР… — бронебійно-трасуючі каліберні і підкаліберні боєприпаси
- 53-В… — висадники
- 53-ВА… — постріли роздільного заряджання з А боєприпасами
- 53-ВБ… — постріли роздільного заряджання з Б боєприпасами
- 53-ВБК… — постріли роздільного заряджання з БК боєприпасами
- 53-ВБП… — постріли роздільного заряджання з БП боєприпасами
- 53-ВБР… — постріли роздільного заряджання з БР боєприпасами
- 53-ВГ… — постріли роздільного заряджання з Г боєприпасами
- 53-ВД… — висадники дистанційно-ударні
- 53-ВД… — постріли роздільного заряджання з Д боєприпасами
- 53-ВЗ… — постріли роздільного заряджання із З боєприпасами
- 53-ВО… — постріли роздільного заряджання з О боєприпасами
- 53-ВОФ… — постріли роздільного заряджання з ОФ боєприпасами
- 53-ВОХ… — постріли роздільного заряджання з ОХ боєприпасами
- 53-ВС… — постріли роздільного заряджання із З боєприпасами
- 53-ВФ… — постріли роздільного заряджання з Ф боєприпасами
- 53-ВХ… — постріли роздільного заряджання з Х боєприпасами
- 53-ВХН… — постріли роздільного заряджання з ХН боєприпасами
- 53-ВХС… — постріли роздільного заряджання з ХС боєприпасами
- 53-ВШ… — постріли роздільного заряджання з Ш боєприпасами
- 53-Г… — бетонобійні боєприпаси
- 53-Д… — димові боєприпаси
- 53-ДЦ… — пристрілювально-цілевказуючі боєприпаси
- 53-Ж… — розривні заряди боєприпасів
- 53-З… — запалювальні боєприпаси
- 53-ЗР… — запалювально-трасуючі боєприпаси
- 53-И… — інструмент
- 53-М… — трубки механічні (дистанційні неконтактні висадники)
- 53-О… — осколкові боєприпаси
- 53-ОЗР… — осколково-запалювально-трасуючі боєприпаси
- 53-ОР… — осколково-трасуючі боєприпаси
- 53-ОФ… — осколково-фугасні боєприпаси
- 53-ОХ… — осколково-хімічні боєприпаси
- 53-П… — практичні боєприпаси
- 53-ПБР… — практичні бронебійно-трасуючі боєприпаси
- 53-ПР… — практичні трасуючі боєприпаси
- 53-ПУ… — навчально-практичні боєприпаси
- 53-Р… — трасуючі боєприпаси
- 53-С… — світні (освітлювальні) боєприпаси
- 53-Т… — трубки порохові (дистанційні неконтактні висадники)
- 53-УБ… — унітарні постріли (набої) з Б снарядами
- 53-УБК… — унітарні постріли (набої) з БК снарядами
- 53-УБП… — унітарні постріли (набої) з БП снарядами
- 53-УБР… — унітарні постріли (набої) з БР снарядами
- 53-УД… — унітарні постріли (набої) з Д снарядами
- 53-УЗ… — унітарні постріли (набої) із З снарядами
- 53-УЗР… — унітарні постріли (набої) із ЗР снарядами
- 53-УО… — унітарні постріли (набої) з О снарядами
- 53-УОЗР… — унітарні постріли (набої) з ОЗР снарядами
- 53-УОР… — унітарні постріли (набої) з ОР снарядами
- 53-УОФ… — унітарні постріли (набої) з ОФ снарядами
- 53-УОХ… — унітарні постріли (набої) з ОХ снарядами
- 53-УП… — унітарні постріли (набої) з П снарядами
- 53-УПБР… — унітарні постріли (набої) з ПБР снарядами
- 53-УФ… — унітарні постріли (набої) з Ф снарядами
- 53-УШ… — унітарні постріли (набої) з Ш снарядами
- 53-УЩ… — унітарні постріли (набої) з Щ снарядами
- 53-Ф… — фугасні боєприпаси
- 53-Х… — хімічні боєприпаси
- 53-ХН… — хімічні боєприпаси з нестійкими ОВ
- 53-ХС… — хімічні боєприпаси із стійкими ОВ
- 53-ЧР… — трасери
- 53-Ш… — шрапнель
- 53-Щ… — картеч
- 53-Я… — укупорка (ящики) для боєприпасів

### Відділ 54— метальні заряди артилерії
- 54-А… — заряди піроксилінового пороху для насипання в гільзу
- 54-АД… — заряди дигліколевого пороху для насипання в гільзу
- 54-АК… — заряди ксилітанового пороху для насипання в гільзу
- 54-АН… — заряди нітрогліцеринового пороху для насипання в гільзу
- 54-Б… — заряди піроксилінового пороху в картузах для вкладання в гільзу
- 54-БД… — заряди дигліколевого пороху в картузах для вкладання в гільзу
- 54-БН… — заряди нітрогліцеринового пороху в картузах для вкладання в гільзу
- 54-В… — втулки капсулів
- 54-ВЕ… — електроударні втулки
- 54-Г… — гільзи
- 54-Ж… — заряди піроксилінового пороху в гільзах
- 54-ЖД… — заряди дигліколевого пороху в гільзах
- 54-ЖК… — заряди ксилітанового пороху в гільзах
- 54-ЖКД… — заряди ксилітанового і дигліколевого пороху в гільзах
- 54-ЖН… — заряди нітрогліцеринового пороху в гільзах
- 54-З… — заряди піроксилінового пороху в картузах
- 54-ЗН… — заряди нітрогліцеринового пороху в картузах
- 54-О… — обтюратори
- 54-ПГ… — полум'ягасники
- 54-Р… — полум'ягасники
- 54-СГ… — гільзи з корпусом, що згорає
- 54-Ф… — флегматізатори
- 54-Х… — холості постріли
- 54-ХЖ… — холості постріли в гільзах (набої)
- 54-Я… — укупорка (ящики) для зарядів

### Відділ 56— піхотне озброєння
- 56-А… — автоматична і самозарядна стрілецька зброя
- 56-В… — рушниці, гвинтівки
- 56-Г… — гранатомети, мортірки
- 56-Ж… — магазини, посудини
- 56-ЖЛ… — патронні коробки (для набоїв в стрічках)
- 56-ЗТ… — зенітні установки
- 56-И… — інструмент і пристосування
- 56-Л… — патронні стрічки
- 56-М… — чохли
- 56-Н… — несамозарядні пістолети і револьвери
- 56-П… — кулемети
- 56-Р… — ручні кулемети
- 56-Т… — станки
- 56-У… — установки
- 56-Х… — холодна зброя
- 56-Ч… — допоміжні елементи
- 56-Ш… — сумки, ремені, кобури, чохли
- 56-Ю… — приладдя
- 56-ЮЛ… — оснащувальні (набивочні) машинки
- 56-Я… — укупорка (ящики) для піхотного озброєння

### Відділ 57— піхотні боєприпаси
- 57-Б… — набої з бронебійними кулями
- 57-БЗ… — набої з бронебійно-запальними кулями
- 57-БЗТ… — набої з бронебойно-зажігательно-трассирующимі кулями
- 57-БТ… — набої з бронебійно-трасуючими кулями
- 57-Г… — ручні гранати
- 57-ГК… — реактивні кумулятивні (протитанкові) гранати
- 57-ГО… — реактивні осколкові гранати
- 57-ГУ… — навчальні ручні гранати
- 57-Д… — набої з далекобійними (важкими) кулями
- 57-Ж… — запали для гранат
- 57-З… — набої із запальними кулями
- 57-ЗП… — набої із запалювально-пристрілювальними кулями
- 57-К… — капсулі
- 57-Н… — набої з нормалізованими кулями (основний боєкомплект)
- 57-О… — обойми
- 57-П… — набої з пристрілювальними кулями
- 57-СД… — сигнальні набої денної дії
- 57-СН… — сигнальні набої нічної дії
- 57-Т… — набої з трасуючими кулями
- 57-У… — спеціальні набої високого тиску або з посиленим зарядом
- 57-Х… — холості набої
- 57-Ч… — навчальні набої
- 57-Я… — укупорка (ящики) для боєприпасів

## Групи індексів«нової»системи

### 1 відділ ГРАУ—Оптичніірадіолокаційні прилади, системи та прибори управління
- 1А… — системи і прилади управління вогнем
- 1Б… — датчики, вимірювальні прилади
- 1В… — засоби управління, обчислювальні засоби
- 1Г… — гіроскопічні прилади
- 1Д… — лазерні прилади
- 1И… — інструмент і приладдя
- 1К… — комплекси
- 1Л… — радіолокаційні станції
- 1Н… — прилади спостереження
- 1-ОД… — оптичні далекоміри
- 1-ОН… — оптичні спостережні прилади
- 1-ОП… — оптичні приціли
- 1П… — приціли
- 1ПЗ… — приціли зенітні
- 1ПН… — прилади нічні
- 1Р… — засоби ремонту і технічного обслуговування
- 1РЛ… — радіолокаційні станції
- 1РС… — радіолокаційні станції для стрільби
- 1С… — самохідні радіолокаційні станції
- 1СБ… — бортові системи ракет
- 1Т… — засоби топографічної прив'язки
- 1ТПП… — тепловізійні приціли
- 1У… — навчально-тренувальні засоби
- 1Э… — засоби електроживлення

### 2 відділ ГРАУ—Артилерійські системи, ракетні комплекси сухопутних військ
- 2А… — гармати, гаубиці, салютні установки
- 2Б… — міномети, бойові машини залпового вогню
- 2В… — контрольно-перевірочне устаткування
- 2Г… — устаткування для заправки ракет
- 2И… — інструмент, пристосування
- 2К… — ракетні комплекси, комплекси керованого озброєння
- 2Л… — лафети
- 2П… — пускові установки ракет
- 2С… — самохідні артилерійські установки
- 2Т… — транспортне устаткування ракетних комплексів
- 2У… — навчально-тренувальні засоби
- 2Ф… — транспортне устаткування артилерії
- 2Х… — засоби вогневої підготовки
- 2Ц… — механічні приціли
- 2Ш… — чохли, контейнери
- 2Э… — силові приводи наведення
- 2Я… — ящики (тара)

### 3 відділ ГРАУ—Артилерійські боєприпаси, ракети
- 3А… — агітаційні боєприпаси
- 3БВ… — спеціальні (ядерні) боєприпаси
- 3БК… — бронебійні кумулятивні снаряди
- 3БМ… — бронебійні підкаліберні снаряди
- 3БП… — бронепропалюючі (кумулятивні) снаряди
- 3БР… — бронебійно-трасуючі снаряди
- 3В… — висадники
- 3ВА… — постріли роздільного заряджання з А боєприпасами
- 3ВБВ… — постріли роздільного заряджання з БВ боєприпасами
- 3ВБК… — постріли роздільного заряджання з БК снарядами
- 3ВБМ… — постріли роздільного заряджання з БМ снарядами
- 3ВБП… — постріли роздільного заряджання з БП снарядами
- 3ВБР… — постріли роздільного заряджання з БР снарядами
- 3ВГ… — постріли роздільного заряджання з бетонобойнимі снарядами
- 3ВД… — постріли роздільного заряджання з Д боєприпасами
- 3ВДЦ… — постріли роздільного заряджання з ДЦ боєприпасами
- 3ВЗ… — постріли роздільного заряджання із З боєприпасами
- 3ВМ… — висадники
- 3ВНС… — постріли роздільного заряджання з НС боєприпасами
- 3ВО… — постріли роздільного заряджання з Про боєприпасами
- 3ВОФ… — постріли роздільного заряджання з ОФ боєприпасами
- 3ВП… — постріли роздільного заряджання з П боєприпасами
- 3ВРБ… — постріли роздільного заряджання з РБ боєприпасами
- 3ВС… — постріли роздільного заряджання із З боєприпасами
- 3ВТ… — трубки (дистанційні детонатори)
- 3ВФ… — постріли роздільного заряджання з Ф боєприпасами
- 3ВХ… — постріли роздільного заряджання з Х боєприпасами
- 3ВШ… — постріли роздільного заряджання з Ш боєприпасами
- 3Д… — димові боєприпаси
- 3ДЦ… — димові цілевказальні боєприпаси
- 3Ж… — електродетонатори
- 3З… — запальні боєприпаси
- 3И… — інструмент
- 3КВ… — капсулі-запальники
- 3КД… — капсулі-детонатори
- 3М… — керовані ракети
- 3Н… — бойові частини ракет
- 3НС… — спеціальні (хімічні, помеховиє) боєприпаси
- 3О… — осколкові і касетні боєприпаси
- 3ОР… — осколково-трасуючі снаряди
- 3ОФ… — осколково-фугасні боєприпаси
- 3П… — практичні боєприпаси
- 3Р… — некеровані тактичні ракети
- 3РБ… — боєприпаси для створення завад
- 3С… — боєприпаси
- 3Т… — трубки (дистанційні детонатори), що світять (освітлювальні)
- 3УБК… — унітарні постріли (набої) з БК снарядами
- 3УБМ… — унітарні постріли (набої) з БМ снарядами
- 3УБР… — унітарні постріли (набої) з БР снарядами
- 3УД… — унітарні постріли (набої) з Д снарядами
- 3УО… — унітарні постріли (набої) з О снарядами
- 3УОР… — унітарні постріли (набої) з ОР снарядами
- 3УОФ… — унітарні постріли (набої) з ОФ снарядами
- 3УП… — унітарні постріли (набої) з П снарядами
- 3УШ… — унітарні постріли (набої) з Ш снарядами
- 3Ф… — фугасні боєприпаси
- 3Х… — хімічні боєприпаси
- 3Ц… — ракетні двигуни
- 3ЧР… — трассери
- 3Ш… — снаряди з готовими приголомшуючими елементами
- 3Э… — детонатори ракет
- 3Я… — укупорка (ящики) для боєприпасів, ракет

### 4 відділ ГРАУ— Метальні заряди артилерії
- 4А… — заряди піроксилінового пороху для насипання в гільзу
- 4АД… — заряди нітродіглікольового пороху для насипання в гільзу
- 4Б… — заряди піроксилінового пороху в картузах і пучках для вкладання в гільзу
- 4БН… — заряди нітрогліцеринового пороху в картузах і пучках для вкладання в гільзу
- 4В… — втулки капсулів, донні детонатори
- 4Г… — гільзи
- 4Д… — додаткові заряди
- 4Ж… — заряди піроксилінового пороху в гільзах
- 4ЖД… — заряди нітродіглікольового пороху в гільзах
- 4ЖН… — заряди нітрогліцеринового пороху в гільзах
- 4-З… — заряди піроксилінового пороху в картузах
- 4Л… — заряди трасерів, твердопаливних ракетних двигунів
- 4С… — заряди твердопаливних ракетних двигунів, елементи динамічного захисту танків
- 4Х… — холості постріли, імітаційні патрони
- 4Я… — укупорка (ящики) для зарядів

### 6 відділ ГРАУ— Піхотне озброєння
- 6Б… — засоби індивідуального бронезахисту
- 6В… — рушниці
- 6Г… — гранатомети
- 6Ж… — патронні коробки
- 6И… — інструмент
- 6Л… — патронні стрічки, магазини, патронні коробки
- 6П… — стрілецька зброя
- 6С… — стрілецькі комплекси
- 6Т… — станки
- 6У… — установки
- 6Х… — холодна зброя
- 6Ц… — приціли
- 6Ч… — допоміжні пристосування
- 6Ш… — сумки, чохли, ремені, кобури, транспортні жилети
- 6Ю… — приладдя
- 6Я… — укупорка (ящики)

### 7 відділ ГРАУ— Піхотні боєприпаси
- 7БЗ… — набої з бронебійно-запалювальними кулями
- 7БТ… — набої з бронебійно-трасуючими кулями
- 7В… — детонатори для гранат
- 7Г… — гранати
- 7Ж… — запали для гранат
- 7-З… — набої із запалювальними кулями
- 7-ЗП… — набої з пристрілювально-запалювальними кулями
- 7К… — капсулі-детонатори
- 7КВ… — капсулі-запальники
- 7Н… — нормалізовані набої (основний боєкомплект)
- 7П… — постріли гранатометів
- 7С… — сигнальні і освітлювальні набої
- 7Т… — набої з трасуючими кулями
- 7У… — набої із зменшеною швидкістю кулі
- 7Х… — холості і навчальні набої
- 7Щ… — спеціальні набої (вишибні, високого тиску, з посиленим зарядом)
- 7Я… — укупорка (ящики) для боєприпасів

### 8 відділ ГРАУ, пізніше управлінняракетних військРВСП—Ракетна техніка
- 8А… — балістичні ракети, ракети-носії
- 8В… — вибухові пристрої
- 8Г… — заправне устаткування
- 8Д… — ракетні двигуни
- 8К… — балістичні ракети, ракети-носії
  - 8К6… — ракети розробки ОКБ-586
  - 8К7… — ракети розробки ОКБ-1
  - 8К8… — ракети розробки ОКБ-52
  - 8К9… — твердопаливні ракети
- 8Л… — бортові агрегати систем управління ракет
- 8Н… — наземне устаткування
- 8П… — стартові комплекси
  - 8П7… — шахтні,
  - 8П8… — наземні
- 8С… — збірні блоки (ступені) ракет
- 8Т… — транспортне обладнання
- 8У… — стартове устаткування, а також спеціальні (атомні) авіабомби
- 8Ф… — головні частини ракет
- 8Ш… — оптичні прилади прицілювання
- 8Ю… — допоміжне устаткування
- 8Я… — контейнери, чохли

### 9 відділ ГРАУ—Ракетна зброя
- 9А… — бойові машини ракетних комплексів
- 9Б… — бортові елементи систем управління ракет
- 9В… — контрольно-перевірочне устаткування
- 9Г… — устаткування для заправки ракет
- 9Д… — ракетні двигуни
- 9И… — системи електроживлення ракетних комплексів
- 9К… — ракетні комплекси
- 9М… — ракети
- 9Н… — бойові частини ракет
- 9П… — пускові установки
- 9С… — засоби управління ракетних комплексів
- 9Т… — транспортне устаткування
- 9Ф… — навчально-тренувальне устаткування
- 9Х… — заряди твердопаливних ракетних двигунів, трассерів, розривні заряди
- 9Ш… — оптичні прицільні прилади
- 9Е… — вибухові пристрої, голівки самонаведення
- 9Я… — укупорка (ящики)

### 11 відділ ГУКОС— Ракетно-космічна техніка
- 11А… — ракети-носії
- 11В… — цільове устаткування космічних апаратів
- 11Г… — заправне устаткування
- 11Д… — ракетні двигуни
- 11И… — інструмент і пристосування
- 11К… — ракети-носії
- 11Л… — бортові агрегати систем управління ракет і космічних апаратів
- 11М… — бортове устаткування космічних апаратів
- 11Н… — наземне устаткування
- 11П… — стартові і технічні комплекси
  - 11П…. — технічні комплекси
  - 11П8… — наземні стартові комплекси
- 11Р… — бортове радіоустаткування космічних апаратів
- 11С… — складальні блоки (рівні, головні обтічники) ракет
- 11Т… — транспортне устаткування
- 11У… — стартове устаткування
- 11Ф… — космічні апарати
- 11Ц… — наземне устаткування управління польотом
- 11Ш… — оптичні прилади прицілювання
- 11Е… — наземні системи електропостачання
- 11Ю… — допоміжне устаткування

### 14 відділ ГУКОС— Ракетно-космічна техніка
- 14А… — ракети-носії
- 14Г… — заправне обладнання
- 14Д… — ракетні двигуни
- 14И… — інструмент і пристосування
- 14К… — ракетно-космічні комплекси
- 14Л… — бортові агрегати систем управління ракет і космічних апаратів
- 14М… — бортове обладнання космічних апаратів
- 14Н… — наземне обладнання
- 14П… — стартові і технічні комплекси
- 14С… — складальні блоки (ступені, головні обтічники) ракет
- 14Т… — транспортне обладнання
- 14У… — стартове обладнання
- 14Ф… — космічні апарати
- 14Ц… — наземне обладнання управління польотом, приймальні пристрої космічних навігаційних систем
- 14Ш… — оптичні прилади прицілювання
- 14Э… — наземні системи електропостачання

### 15 відділ управління ракетних військ РВСП—Ракетна техніка
- 15А… — балістичні ракети (рідинні)
- 15Б… — бортові системи ракет
- 15В… — системи управління та зв'язку РВСП
- 15Г… — заправне обладнання
- 15Д… — ракетні двигуни
- 15Ж… — балістичні ракети (твердопаливні)
- 15И… — інструмент і пристосування
- 15Л… — бортові агрегати систем управління ракет
- 15Н… — наземне обладнання
- 15П… — Ракетні, стартові і технічні комплекси
  - 15П6… — рухомі ґрунтові ракетні комплекси,
  - 15П7… — шахтні стартові,
  - 15П8… — наземні стартові,
  - 15П9… — бойові залізничні ракетні комплекси
- 15Р… — системи електропостачання РВСП
- 15С… — складальні блоки (ступені) ракет
- 15Т… — транспортне обладнання
- 15У… — стартове обладнання
- 15Ф… — головні частини ракет, бойові блоки
- 15Х… — заряди твердопаливних ракетних двигунів
- 15Ш… — оптичні прилади прицілювання
- 15Э… — системи управління та зв'язку РВСП
- 15Я… — контейнери

### 17 відділ ГУКОС—Ракетно-космічна техніка
- 17В… — цільове устаткування космічних апаратів
- 17Г… — заправне обладнання
- 17Д… — ракетні двигуни
- 17И… — інструмент і пристосування
- 17К… — ракетно-космічні комплекси
- 17Л… — бортові агрегати систем управління ракет і космічних апаратів
- 17М… — бортове обладнання космічних апаратів
- 17Н… — наземне обладнання
- 17П… — стартові і технічні комплекси
- 17Р… — бортове радіоустаткування космічних апаратів
- 17С… — складальні блоки (ступені, головні обтічники) ракет
- 17Т… — транспортне обладнання
- 17У… — стартове обладнання
- 17Ф… — космічні апарати
- 17Х… — заряди твердопаливних ракетних двигунів
- 17Ц… — наземне обладнання управління польотом
- 17Ш… — оптичні прилади прицілювання
- 17Э… — наземні системи електропостачання
- 17Я… — контейнери, чохли